# Sándor Béla
Sándor Béla (Budapest, 1919. december 14. – 1978. március 21.) magyar sakkozó, nemzetközi mester, magyar bajnok, sakkolimpikon.

## Élete
Erdélyi származású családba született. 1938-ban kezdett el sakkozni versenyszerűen és már az első bajnoki döntőben (1945) is szerepelt, majd 1958-cal bezáróan még kilencszer. Az 1952-es 8. magyar bajnokságon 5. helyezést ér el, majd a rákövetkező évben megnyerte a 9. magyar bajnokságot.
A sikert az elmélet beható tanulmányozásának és a saját szolid stílusának legjobban megfelelő változatok kiválogatásának köszönhette. "Helyét az elsők között megbízható, egyenletes játéka és főként helyes versenyzési taktikája szilárdította meg" (Dr. Bán Jenő)
1954-ben tagja volt az amszterdami sakkolimpián 6. helyet elért magyar válogatott csapatnak.
1958-ban veretlenül nyeri meg a beverwijki nemzetközi sakkversenyt, 1964-ben pedig ugyanott megszerzi a nemzetközi mesteri címet.
1957-ben a hollandiai női csapat-világbajnokságon vezetője és edzője a magyar válogatottnak. A csapat 21 ország közül a 4. helyet szerezte meg. 1964-ben a Tel-Avivban megrendezett sakkolimpián szaktanácsadó-edzőként tevékenykedett a 4. helyet szerzett magyar válogatott mellett. 1965-67 között a Magyar Sakkszövetség szakfelügyelője. Korábban a Pénzügyőr tisztviselője, csapatának edzője.
Hosszú ideig a Bp. Kinizsi, azaz a Ferencvárosi TC élversenyzője volt. 
Később a Szállítók OB I-es csapatának edzője (szakoktatói minősítése volt) és versenyzője. Éveken át vezette a Népsport sakkrovatát.

## Munkái
- Társszerzője az 1951-es Marianske-Laznei világbajnoki zónaverseny tornakönyvének.
- Egyedüli szerzője a D6 védelem c. megnyitáselméleti könyvnek, amely 1969-ben jelent meg. Ebben sok szakmai tapasztalatát örökítette meg a Pirc-védelemről. (Sándor Béla: d6 védelem, Sport, 1969)

## Díjai, elismerései
- A Magyar Népköztársaság Érdemes Sportolója (1954)[2]